# (5381) Sejmet
(5381) Sejmet es un Asteroide Atón que cruza la órbita de Venus y la Tierra y a veces está más próximo al Sol que estos dos descubierto por Carolyn Shoemaker el 14 de mayo de 1991 desde el Observatorio Palomar. 

## Designación y nombre
Designado provisionalmente como 1991 JY. Fue nombrado "Sejmet" en honor a la hija del dios egipcio Ra y esposa de Ptah. Era una diosa de la guerra que ayudó a derrotar a los enemigos de Ra.

## Características orbitales
Sejmet está situado a una distancia media de 0,947 ua y alejarse un máximo de 1,228 ua y alejarse un máximo de 0,666 ua. Tiene una excentricidad de 0,296.

## Características físicas
Este asteroide tiene una magnitud absoluta de 16,6. Tiene unas dimensiones de 1,42 km y un tipo espectral S.

## Posible satélite
En diciembre de 2003, un equipo de astrónomos del Observatorio de Arecibo dijo que este asteroide podría tener una luna de apenas 300 metros, pero no está confirmada.